# George Rose (acteur)
George Walter Rose, né le 19 février 1920 à Bicester et mort le 5 mai 1988 à Sosúa, est un acteur de film et de théâtre et un chanteur britannique.
Rose est enterré dans une tombe non gravée dans un cimetière près de sa résidence de vacances à Sosúa.

## Cinéma
- 1968 : La Jungle aux diamants (Pink Jungle)

## Télévision
- Profiles in Courage (série télévisée)